# Оксанж
Оксанж (фр. Auxange) насеље је и општина у источној Француској у региону Франш-Конте, у департману Јура која припада префектури Доле.
По подацима из 2011. године у општини је живело 205 становника, а густина насељености је износила 39,42 становника/km². Општина се простире на површини од 5,2 km². Налази се на средњој надморској висини од 220 метара (максималној 271 m, а минималној 212 m).

## Демографија
| 1962. | 1968. | 1975. | 1982. | 1990. | 1999. | 2011. |
| ----- | ----- | ----- | ----- | ----- | ----- | ----- |
| 105   | 107   | 105   | 101   | 123   | 132   | 205   |

График промене броја становника у току последњих година